# Champagne-Mouton
Champagne-Mouton é uma comuna francesa na região administrativa da Nova Aquitânia, no departamento de Charente. Estende-se por uma área de 22,59 km². Em 2010 a comuna tinha 887 habitantes (densidade: 39,3 hab./km²).